# Seinäjoki
Seinäjoki là một thành phố nằm ở vùng Nam Ostrobothnia, Phần Lan. Seinäjoki phát triển từ xung quanh nhà máy bruk sắt Östermyra và nhà máy thuốc súng được thành lập vào năm 1798. Seinäjoki đã trở thành một thành phố trong 1868 thị trường thị trấn, trong năm 1931 và thị trấn vào năm 1960. Trong đầu năm 2009, các thành phố lân cận của Nurmo và Ylistaro hợp nhất với Seinäjoki.
Thư viện thị xã, Lakeuden Risti nhà thờ và các tòa nhà hành chính trung tâm được thiết kế bởi Alvar Aalto.
Tiểu hành tinh 1521 Seinäjoki mang tên của thị xã.
Seinäjoki đã được lịch sử gọi là Östermyra ở Thụy Điển. Ngày nay, tên này là rất hiếm khi được sử dụng ngay cả trong số những người nói tiếng Thụy Điển.
Sân bay Seinäjoki nằm ở thành phố lân cận của Ilmajoki, 11 km (10 dặm) về phía nam của trung tâm thành phố Seinäjoki.